# Хуссейн Бакр Абдін Хосам
Хуссейн Бакр Абдін Хосам (араб. حسين بكر عابدين حسام; 26 жовтня 1985, Порт-Саїд) — єгипетський боксер, призер чемпіонату світу, чемпіон Африки, призер Всеафриканських ігор.

## Аматорська кар'єра
2007 року Хуссейн Бакр Абдін завоював бронзову медаль на Всеафриканських іграх в категорії до 69 кг. На чемпіонаті світу 2007 програв у другому бою Андрію Баланову (Росія).
2008 року кваліфікувався на Олімпійські ігри 2008. На Олімпіаді переміг у першому бою Нон Бунжумнонг (Таїланд) — 11-10, а у другому програв Карлосу Банто Суарес (Куба) — 2-10.
2009 року завоював бронзову медаль на Середземноморських іграх і золоту на чемпіонаті арабських країн. На чемпіонаті світу 2009 програв у другому бою Джеку Кулкай (Німеччина).
2013 року завоював срібну медаль на Середземноморських іграх. На чемпіонаті світу 2013 в категорії до 75 кг переміг двох суперників, а у 1/8 фіналу програв Стефану Гартелу (Німеччина).
2015 року став чемпіоном Африки. На чемпіонаті світу 2015 завоював бронзову медаль.
- В 1/8 фіналу переміг Макса ван дер Паса (Нідерланди) — 3-0
- В 1/4 фіналу переміг Вікаса Крішан Ядав (Індія) — 3-0
- В півфіналі програв Арлену Лопесу (Куба) — 0-3

На Олімпійських іграх 2016 переміг Мервена Клера (Маврикій) та Вілфріда Нтсенге (Камерун), а у чвертьфіналі програв Місаелю Родрігесу (Мексика) — 0-3.
На чемпіонаті Африки 2017 Хуссейн Бакр Абдін завоював срібну медаль, а на чемпіонаті світу 2017, стартуючи з 1/8 фіналу, програв Трою Айслі (США).